# K2-138
K2-138 és un nan taronja al voltant del qual orbiten cinc planetes (per ara anomenats b, c, d, e i f). Es troba a la Via Làctia.